# Гуревич Анатолій Маркович
Анато́лій Ма́ркович Гуре́вич (рос. Анатолий Маркович Гуревич; * 1913, Харків— 2 січня 2009, Санкт-Петербург)— радянський розвідник, один з членів «Червоної капели».
У тридцяті роки під ім'ям Антоніо Гонсалеса, лейтенанта республіканського флоту, Гуревич воював добровольцем в Іспанії. Одночасно він вів розвідувальну роботу. Перед Другою Світовою війною і під час війни Гуревич працював в Європі під псевдонімом «Кент». Як говорив сам Гуревіч, такої організації, як «Червона капела», не існувало. Це було кодова назва мережі антигітлерівського руху, що об'єднала розвідгрупи в Німеччині, Бельгії, Франції, Швейцарії.
У листопаді 1942 року «Кент» був арештований фашистами в Марселі. У травні 1945 року Гуревича доставили до Москви. Там він був теж арештований, і до 1947 року знаходився у в'язниці НКВД, потім був засуджений на 20 років. 
У таборах Воркути перебував до жовтня 1955 року. У Воркутлагі працював на загальних роботах у таборі ПГС, а потім у планово-виробничій частині (ППЧ) цього табору, табору на шахті № 18 та старшим економістом ППЧ на 8-й шахті, пізніше в Речлагі економістом у лагоділенні при шахті № 40 (до серпня 1951), у лаговідділенні № 3 (ШУ-2: шахти № 12, 14 та 16). Після Воркутинського повстання етапований до штрафного табору на 3 місяці (причини покарання незрозумілі, оскільки за словами Гуревича у хвилюваннях він активної участі не брав). Звідти переведений у лаговиділення № 5 (при шахті № 40), де з листопада 1953 року працював на науково-дослідній мерзлотній станції (ВНІМС) Інституту мерзлотознавства Академії наук СРСР
Після смерті Сталіна Гуревича звільнили, але не реабілітували.
При Хрущові його знову посадили. У цілому він провів у радянських таборах приблизно 25 років, і лише в 1991 році був повністю реабілітований.